# Lucija Larisi
Lucija Larisi, slovenska biatlonka, * 5. december 1975, Jesenice.
Larisijeva je za Slovenijo nastopila na Zimskih olimpijskih igrah 1998 v Naganu ter na Zimskih olimpijskih igrah 2002 v Salt Lake Cityju.
V Naganu je  tekmovala v šprintu na 7,5 km,  v teku na 15 km ter v štafeti 4 x 7,5 km. Zasedla je 59. mesto v šprintu ter 35. mesto v teku na 15 km. Štafeta je igre končala na 9. mestu.
V Salt Lake Cityju je sodelovala v šprintu na 7,5 km, v zasledovalnem teku na 10 km ter v teku na 15 km. Bila je tudi članica slovenske štafete 4 x 7,5 km. V šprintu je zasedla 26. mesto, v zasledovalnem teku 29. mesto, v teku na 15 km pa je bila 25. Štafeta je zasedla končno 6. mesto.